# Катаріна Ґалльгубер
Катаріна Ґалльгубер (нім. Katharina Gallhuber) — австрійська гірськолижниця, олімпійська медалістка. 
Срібну олімпійську медаль Ґалльгубер виборола на Пхьончханській олімпіаді 2018 року в командних змаганнях з паралельного слалому. Крім того, вона була третьою в слаломі, що принесло їй бронзову медаль Олімпіади. 

## Зовнішні посилання
- Досьє на сайті FIS [Архівовано 16 лютого 2018 у Wayback Machine.]

## Виноски
1. ↑  Mixed team results
2. ↑  Women's slalom results (PDF). Архів оригіналу (PDF) за 16 лютого 2018. Процитовано 9 березня 2018.